# Hoelun

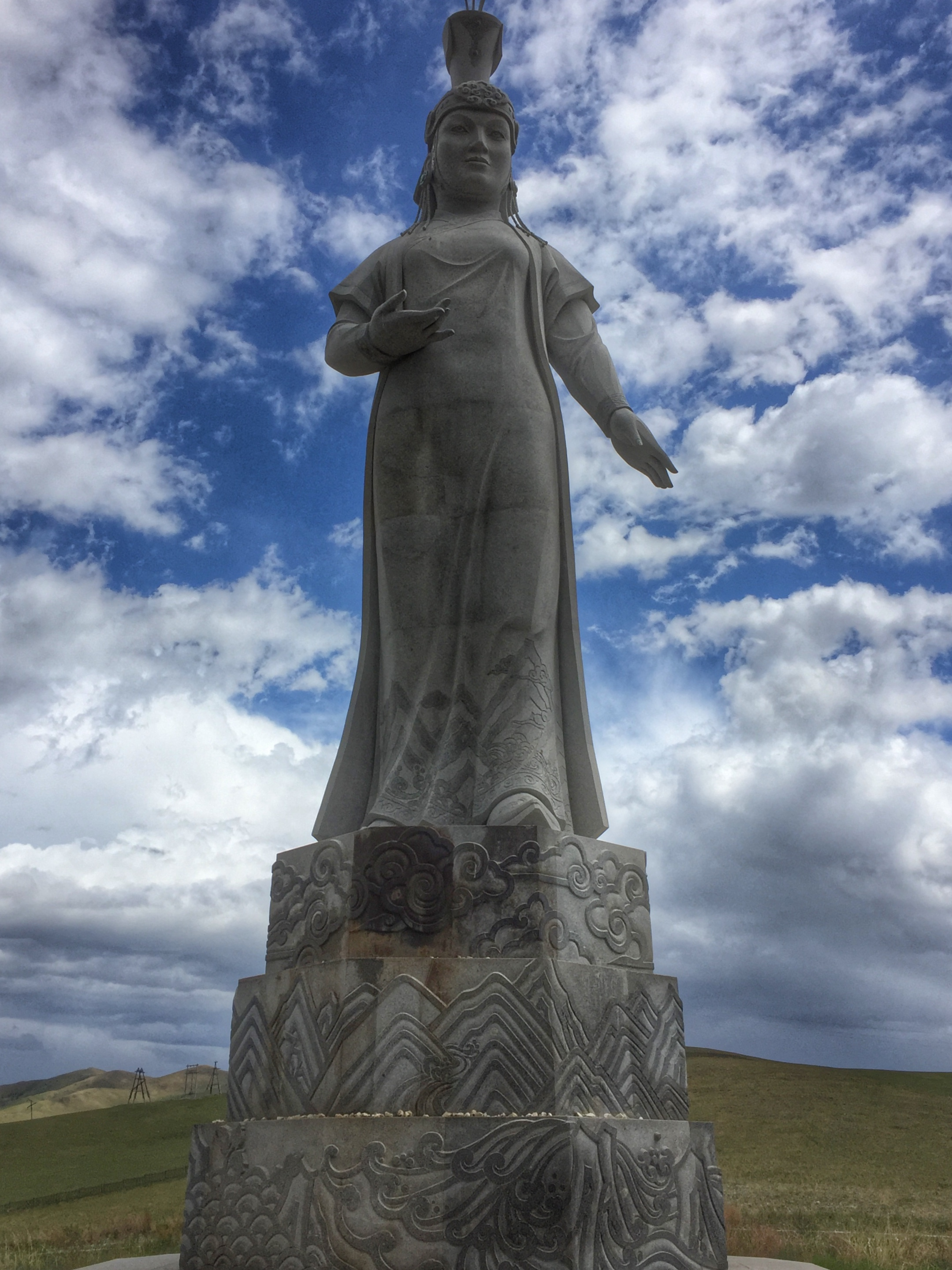
Statue von Hoelun in Tsonjin Boldog, Mongolei (2019)

Hoelun (auch: Hoelun Üjin; ᠥᠭᠡᠯᠦᠨ
ᠦᠵᠢᠨ; Kyrillisch: Өэлүн үжин, Өэлүн эх; Öülen/Oulen; Hoelun Eke, Өэлүн эх; chinesisch 訶額侖, Pinyin Hē'élún dt. „Mutter Hoelun“; ca. 1140–1221) war die Mutter von Dschingis Khan und Frau von dessen Vater Yesügai, dem Häuptling der Khamag-Mongol-Konföderation. Was von ihrem Leben bekannt ist stammt aus der Geheimen Geschichte der Mongolen. Sie entstammte dem Clan der Olkhunut des Stammes Khongirad. Sie wurde von Kublai Khan mit dem Postumen Titel Xuanyi Huánghòu (宣懿皇后) geehrt.

## Leben

### Jugend
Hoelun wurde bei den Olkhonut geboren und wurde mit Chiledu von den Merkit verlobt, aber auf dem Rückweg vom Camp der Merkit nach der Hochzeitszeremonie 1159 Opfer eines Frauenraubs durch Yesügei. Yesügei entführte Hoelun aufgrund ihrer Schönheit und der körperlichen Zeichen für Fruchtbarkeit. Er machte Hoelun zu seiner Hauptfrau. Dies war eine Ehre, da nur die Hauptfrau den Erben gebären konnte. Sie gebar fünf Kinder: die vier Söhne, „Temüjin“ (Dschingis Khan), Qasar (Жочи Хасар), Hachiun (Хачиун) und Temüge (Тэмүгэ), sowie eine Tochter, Temülen. Eine zweite Frau von Yesugei, Sochigel, gebar die zwei Söhne, Behter (Бэхтэр) und Belgutei (Бэлгүдэй).

### Witwenschaft
Nach Yesügeis Tod verstieß dessen Clan der Kiyat Hoelun, die Frau Sochigel und alle von Yesügeis Kindern. Sie mussten einem rivalisierenden Häuptling folgen. Hoelun übernahm sofort die Führung der Gruppe und begann mit viel Energie im Onon-Tal Wurzeln, Beeren und Hirse für den Unterhalt ihrer Familie zu sammeln. In dem Maß, in dem die Jungen aufwuchsen, lernten sie im nordmongolischen Chentii-Gebirge zu jagen und zu Fischen und konnten so den Lebensunterhalt verbessern. Hoelun lehrte ihre Söhne die Grundwerte von Einigkeit und Unterstützung für einander, aber Geschwisterrivalität zwischen den beiden ältesten Söhnen, Temujin und Behter, führten letztlich dazu, dass Temujin Behter ermordete, ein Verbrechen für welches Hoelun ihren Sohn zornig bestrafte. Trotz der Ermordung waren Behters Mutter Sochigel und der überlebende Bruder Belgutai nicht nachtragend gegenüber Hoelun und ihren Söhnen und lebten weiterhin mit ihnen.

### Temüjins Herrschaft
Temujin war Hoeluns Sohn. Zusammen mit dessen Frau Börte galt Hoelun als eine der vertrautesten Ratgeber von Dschingis Khan. Sie kümmerte sich auch um Kriegswaisen nach dem Willen ihres Sohnes, adoptierte sie und nahm sie in die Familie auf im Zuge eines inklusionistischen Systems zur Bindung und Schaffung von Loyalität unter eroberten Stämmen. In ihrem Camp versuchten Tataren ihren kleinen Enkel Tolui zu ermorden. Sie wurden aber von Altani und von Hoeluns zwei Wachen gestoppt.